# ولنتاین جاکوب
ولنتاین جاکوب (انگلیسی: Valentin Jacob؛ زادهٔ ۱۵ ژوئن ۱۹۹۴) بازیکن فوتبال اهل فرانسه است.
از باشگاه‌هایی که در آن بازی کرده‌است می‌توان به باشگاه فوتبال دیژون و باشگاه فوتبال اوسر اشاره کرد.